# 莫洛焦日内市镇
莫洛焦日内市镇（俄语：Молодёжное муниципальное образование）是俄罗斯联邦伊尔库茨克州伊尔库茨克区所属的一个市镇。其下辖有2个居民点，行政中心为莫洛焦日内。据2016年统计，该市镇的人口为10024人。